# Algorithme de Goertzel
L'algorithme de Goertzel est un algorithme utilisé en traitement du signal pour détecter la présence d'une fréquence dans une séquence d'échantillons.  Il fut publié par le physicien américain, Gerald Goertzel (en), en 1958.  Il s'agit d'une méthode efficace pour évaluer un terme particulier de la transformée de Fourier discrète; elle ne nécessite qu'une multiplication et deux additions par échantillon.

## Pseudo-code
Pseudo-code
```

N = taille_du_bloc ; 
samples[N]; // échantillons 
FI = fréquence_à_détecter; 
FS = fréquence_échantillonnage; 
k = (int)(0.5 + (N*FI/FS)); 
ω = 2 * π * k / N; 
cosine = cos(ω); 
sine = sin(ω); 
coeff = 2 * cos(ω); 
scale = N / 2; 

Q0 = Q1 = Q2 = 0; 

pour i de 0 à N-1 
  Q0 = samples[i] + (coeff * Q1) - Q2;
  Q2 = Q1; 
  Q1 = Q0; 
end 

real = (Q0 - (Q1 * cosine)) / scale; 
imag = (- Q1 * sine) / scale; 
puissance = sqrt(real * real + imag * imag); 

```

## Code C++
```

// Fonction pour calculer l'amplitude fréquentielle avec l'algorithme de Goertzel
double goertzelAmplitude(const double *signal, int signalLength, double frequency, int sampleFrequency)
{
    double W;
    double sine;
    double cosine;
    double Q0, Q1, Q2;
    double real;
    double imag;
    double scalingFactor;
    scalingFactor = signalLength / 2.0;
    
    int K = (int) (0.5+((signalLength * frequency) / sampleFrequency));
    W = (2.0 * M_PI * K) / signalLength;
    cosine = cos(W);
    sine = sin(W);
    double coefficient = 2 * cosine;

    Q0 = 0;
    Q1 = 0;
    Q2 = 0;

    for (int i=0 ; i<signalLength ; i++)
    {
        // Blacman window
        // Q0 = (0.426591 - .496561*cos(2*M_PI*i/signalLength) +.076848*cos(4*M_PI*i/signalLength))*signal[i]+(coefficient * Q1) - Q2;
        // Normal acquisition
        Q0 = signal[i]+(coefficient * Q1) - Q2;
        Q2 = Q1;
        Q1 = Q0;
    }
    
    real = (Q1 - (Q2 * cosine)) / scalingFactor;
    imag = (Q2 * sine) / scalingFactor;
    //real=cosine*Q1-Q2;
    //imag=sine*Q1;
    return sqrt(real * real + imag * imag);
}

```